# Karl Polanyi
Karl Paul Polanyi (født 25. oktober 1886, død 23. april 1964) var en østrig-ungarsk økonomisk historiker. Han er især kendt for værket Tre Great Transformation (1944), hvor han beskriver, hvordan der sker en dobbeltbevægelse i samfundet. Dobbeltbevægelsen består i, 1) at der sker en bevægelse, hvor samfundet bliver underlagt markedslogikken og 2) at der som følge heraf opstår en modreaktion i befolkningen, som kæmper imod den ulighed, fattigdom og de sociale problemer, som markedet skaber.